# سالامینا (ماگدالنا)
سالامینا (انگلیسی: Salamina, Magdalena)یک منطقه مسکونی در کشور کلمبیا است.